# Dolce stil novo
Der dolce stil novo (Süßer neuer Stil, Stilnovismus) war eine literarische Bewegung im Italien der zweiten Hälfte des 13. und des beginnenden 14. Jahrhunderts.

## Themen
Kennzeichnend für diese Stilrichtung, die im nord- und mittelitalienischen Raum (vor allem in Florenz) unter Einfluss der Sizilianischen Dichterschule und der Trobadordichtung entstand, war die Liebesthematik. Die Liebe wird entsprechend der platonischen Ideenlehre und höfisch-literarischer Anschauungen überhöht und als göttliche Kraft gesehen und mit einem ausgefeilten System von Metaphern und Symbolen beschrieben. Neu ist die Introspektion des Dichters, der die Wirkung weiblicher Schönheit auf seine Seele detailliert beschreibt, dabei aber vor allem Wert auf sprachliche Raffinesse und weniger auf authentische Darstellung des Erlebnisses legt. Für die Beschreibung der Schönheit der angebeteten Frau finden die Dichter des Dolce stil novo eine Vielzahl von Bildern; die Geliebte erscheint als paradiesisches Wesen, Engel, göttliche Braut und wird so in die Sphäre des Überirdischen gerückt. Bedeutsam ist, dass nicht länger nur der Blutsadel im Vordergrund steht, sondern der Herzensadel, die noble Gesinnung des Menschen an sich gefeiert wird. Damit steht der Dolce stil novo auch im Zusammenhang mit dem beginnenden Humanismus der Renaissance und dem Emanzipationsstreben des städtischen Bürgertums, das sich in den italienischen Stadtrepubliken frühzeitig eine eigene Stimme verschafft.

## Formen
Literarische Ausdrucksformen der Dichtung sind vor allem Sonette und Kanzonen.

## Autoren
Als erster bedeutender Vertreter dieses Stils gilt Guido Guinizelli mit dem Gedicht Al cor gentil rempaira sempre amore. Daneben gehören ihm an Guido Cavalcanti, Cino da Pistoia, Dino Frescobaldi, Lapo Gianni und Gianni Alfani. Seine höchste Blüte erreicht der Stil dann beim jungen Dante Alighieri, der etwa in seiner Vita nova der Liebe zu seiner Beatrice Ausdruck verleiht. Von Dante stammt auch die Bezeichnung Dolce stil novo. Auch Francesco Petrarcas Gedichte, in denen er seine Liebe zu Laura beschreibt und analysiert, stehen noch unter dem Einfluss des Dolce stil novo, gleichzeitig begründet Petrarcas Weiterentwicklung der Liebeslyrik als Petrarkismus eine Stilrichtung, die auf die Entwicklung der europäischen Dichtkunst einen starken Einfluss ausübt.